# Майкъл Холман
Майкъл Холман (на английски: Michael Holman) (р. 1940 г.) e английски езиковед, българист, преводач.

## Биография
Майкъл Холман започва да следва в колежа „Линкълн“ в Оксфорд през 1960 г., но по програма за студентски обмен продължава в Лайпцигския университет (от учебната 1962 – 63 г.), за да завърши там Съвременни езици (немски и руски) през 1964 г. През 1966 г. постъпва като лектор по русистика в университета на Лийдс, където става старши преподавател, а през 1990 г. и шеф на катедра. В университета на Лийдс проф. Холман остава на работа до пенсионирането си през 1999 г.
Като студент в Лайпцигския университет Майкъл Холман се запознава с бъдещата си съпруга – българката Доротея. 
Заедно с българските езиковеди Андрей Данчев, Екатерина Димова и Милена Савова проф. Холман разработва система за предаване на българските имена на латиница, известна по-късно като „системата на Данчев“. Автор е на превърналите се в бестселър помагала от серията Teach Yourself Bulgarian (заедно с Мира Ковачева).
Проф. Холман е в основата на дълготраен обмен на студенти между Софийския университет и университета на Лийдс, при който за близо три десетилетия Англия посещават почти 350 български студента, сред които бъдещата посланичка на България в САЩ Елена Поптодорова.
Преводач е на сборника на Николай Хайтов Диви разкази на английски (публикуван от Owen през 1979 г.). Почетен член на Съюза на преводачите в България.
Като русист се занимава с творчеството на Лев Толстой и по-специално с толстоизма в Англия.

## Награди
Проф. Холман е награден с орден „Кирил и Методий“ (1987).
Носител е на титлата почетен доктор на Софийския университет (2005).
Удостоен е с орден „Стара планина“ от Петър Стоянов (2000).